# Polti (entreprise)
Pour les articles homonymes, voir Polti.
Polti est une entreprise d'origine italienne spécialisée dans le petit électroménager.

## Histoire

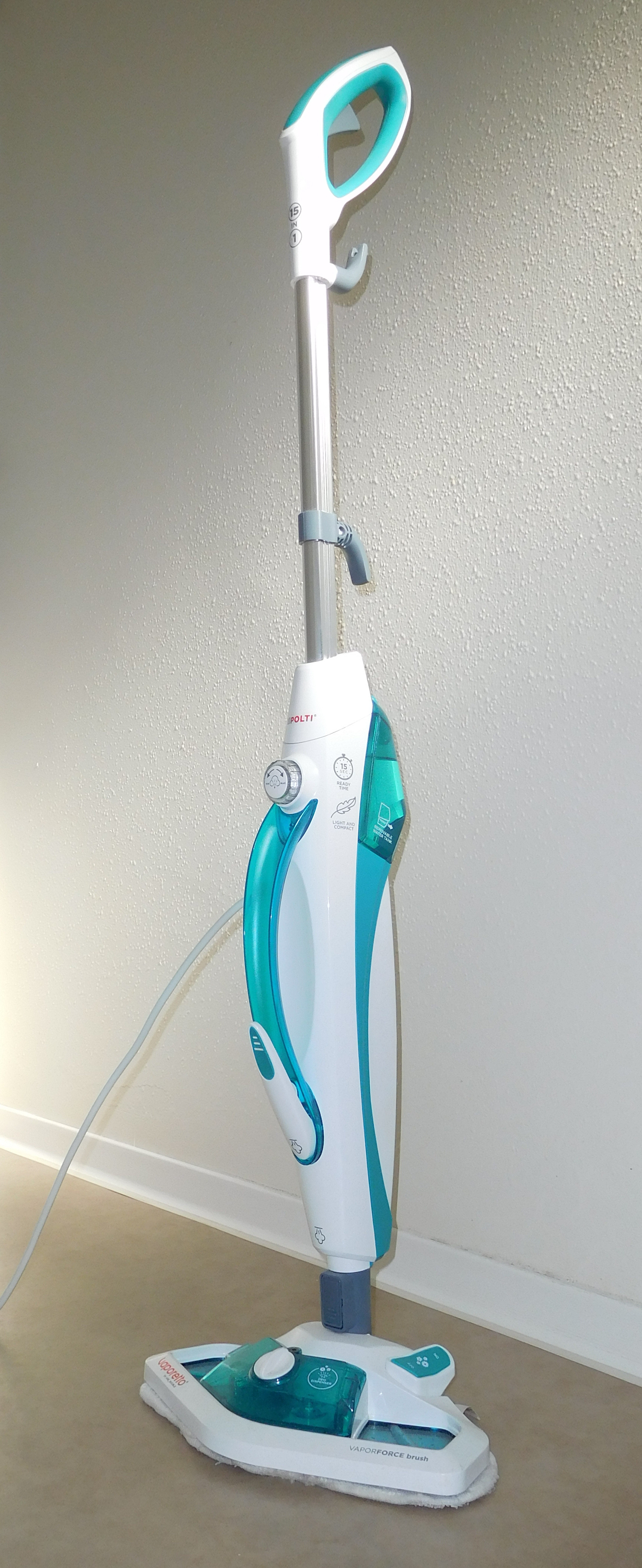
Balai ou nettoyeur portatif à vapeur Vaporetto.

Fondée en 1978 à Olgiate Comasco (Province de Côme) par Franco Polti, la petite entreprise artisanale crée la même année Vaporella, première centrale vapeur avec chaudière à usage domestique. Malheureusement, l'idée n'est pas brevetée par l'entreprise et très vite d'autres fabricants commercialisent ce produit révolutionnaire.
En 1983, Franco Polti, avec la collaboration de son épouse Teresa Napoli, produit et commercialise le Vaporetto, le premier appareil permettant de nettoyer à la vapeur et sans produit chimique toute la maison à l'aide des accessoires fournis. L'innovation de cet appareil réside dans la force de la vapeur qui peut atteindre jusqu'à 120 °C.
Les années 1990 marquent un tournant pour Polti qui inaugure en 1993 l’usine Araras au Brésil, destinée à la production d’appareils pour les marchés sud-américains. L'usine brésilienne ferme quelques années plus tard. Durant cette décennie, elle s'installe en France, en Espagne et plus généralement dans de nombreux pays européens. En 1994, le siège et l'usine de la société en Italie sont transférés à Bulgarograsso, le siège actuel du groupe.
En 1997, une usine est ouverte en Calabre et Polti Sud Srl est établie à Piano Lago et emploie environ deux cents personnes.
En 1999, Polti lance Lecologico, aspirateur avec filtre à eau sans sac.
En 2006, l'entreprise produit et commercialise des détergents écologiques[réf. nécessaire] tels que le Kalstop ou le Bioecologico, et du matériel de nettoyage professionnel avec la création de Polti Medical Division Srl.
En 2009, Franco Polti laisse la direction de la société à sa fille Francesca. 2012 est une année difficile pour le groupe, la dirigeante choisit de restructurer la dette de Polti, ferme les bureaux au Mexique. La même année, l'entreprise lance Unico, un aspirateur unique qui nettoie à la vapeur, aspire et sèche.
En 2014, le logo historique de la vapeur émanant du pouce est remplacé par une vue de dessus du bouchon de sécurité.
En 2018, à l'occasion des quarante ans de l'entreprise, une nouvelle version de Vaporella est lancée. 
Polti est leader sur le marché du petit électroménager, particulièrement reconnu pour le nettoyage à la vapeur,. L'entreprise vend chaque année environ 1,6 million d'articles dans plus de trente pays. L'exportation représente la moitié du chiffre d'affaires de Polti.

## Activités de sponsor
Polti est depuis sa création fortement lié au cyclisme, donnant son nom, entre 1994 et 2000, à une équipe professionnelle. En outre, de 1995 à 1999, la société a parrainé le Pallacanestro Cantù et, pendant la saison 1998-1999, le Como Calcio.

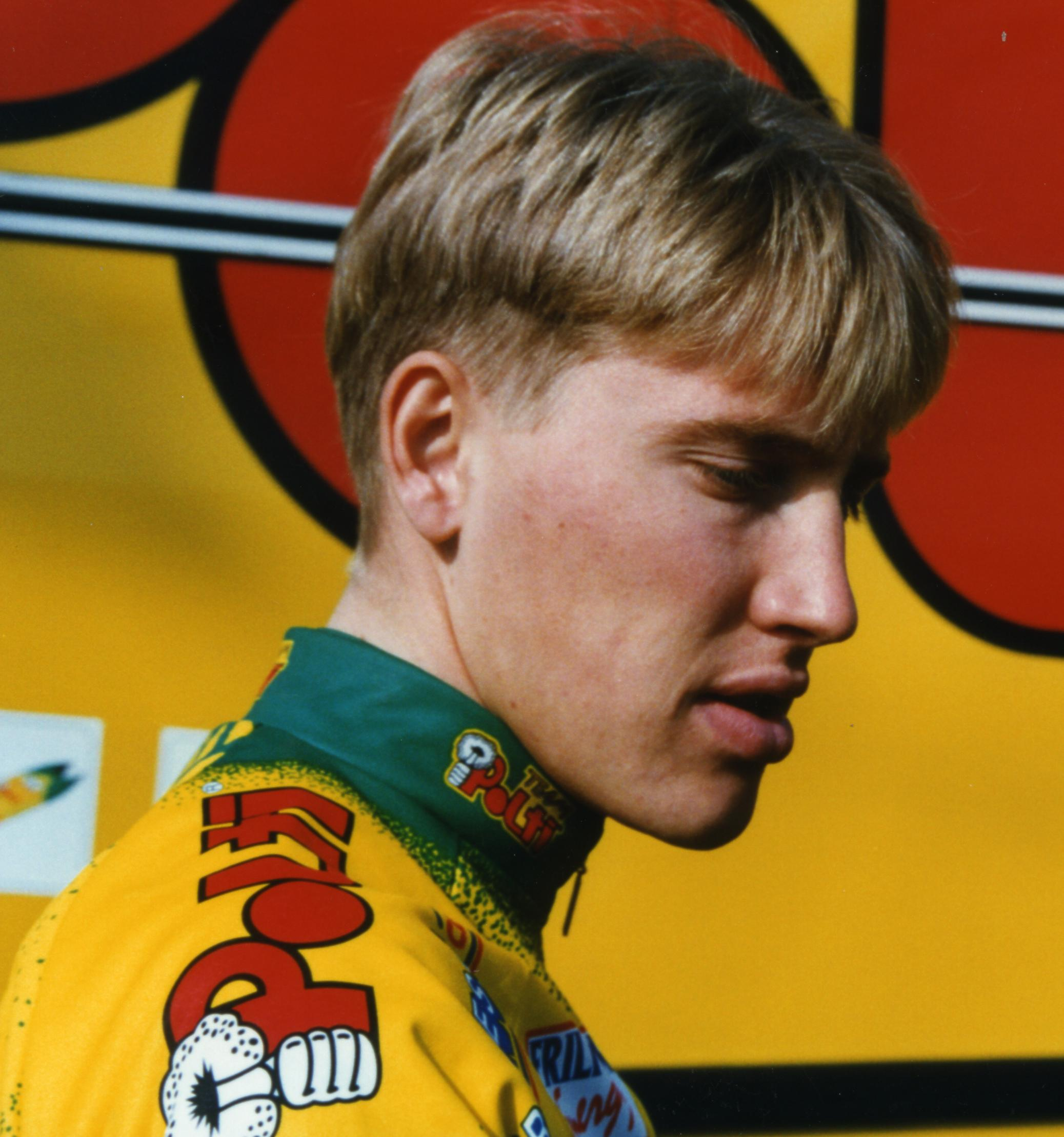
Axel Merckx en 1997.
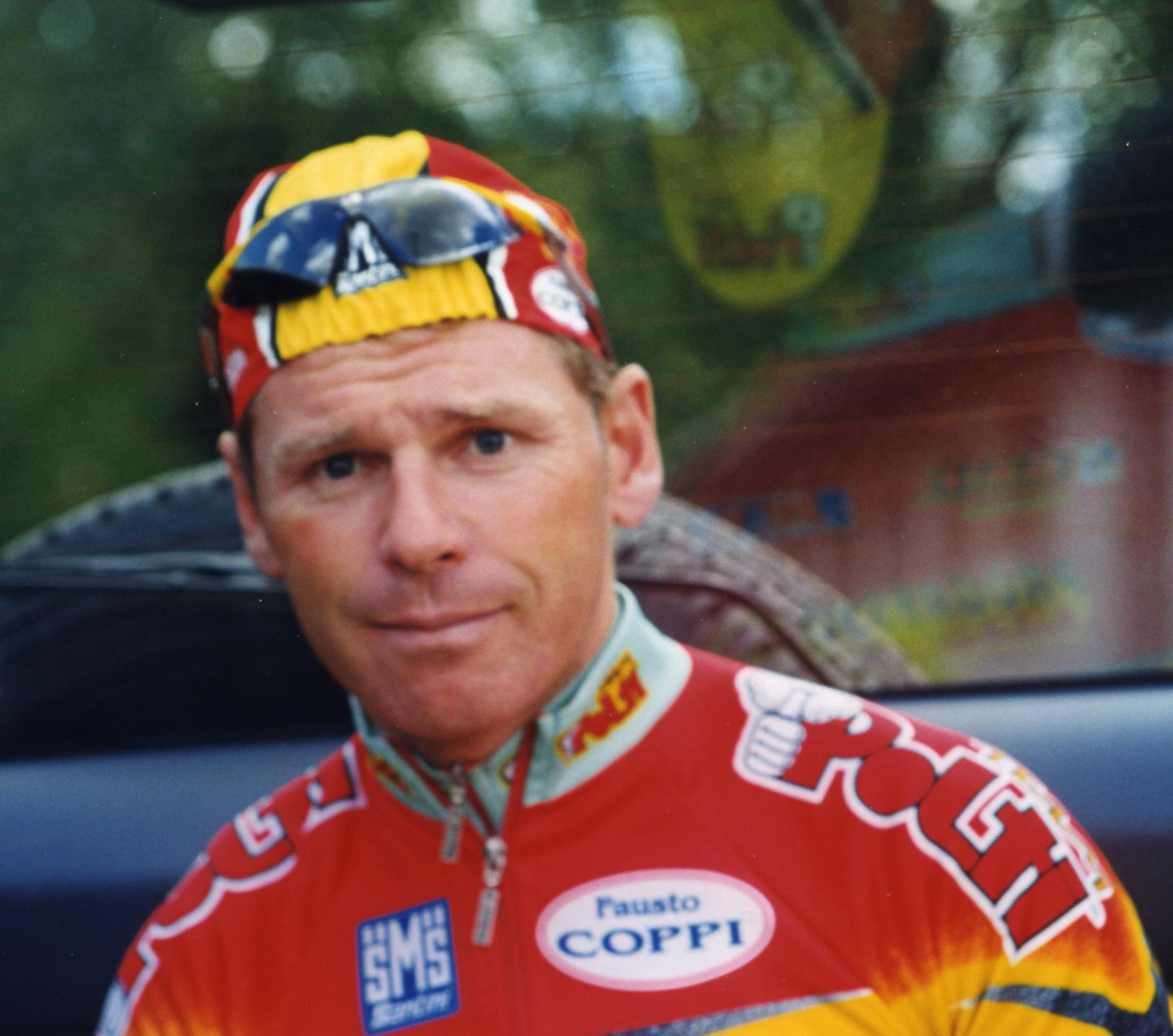
Pascal Hervé en 2000.